# Saint-Sauveur-Camprieu
Saint-Sauveur-Camprieu är en kommun i departementet Gard i regionen Occitanien i södra Frankrike. Kommunen ligger i kantonen Trèves som tillhör arrondissementet Le Vigan. År 2022 hade Saint-Sauveur-Camprieu 212 invånare.

## Befolkningsutveckling
Antalet invånare i kommunen Saint-Sauveur-Camprieu
Referens:INSEE